# Mont Napier
Pour les articles homonymes, voir Napier.
Le mont Napier, en anglais Mount Napier, est un sommet d'Australie, ancien volcan entré en éruption pour la dernière fois il y a 7 300 ans.

## Géographie

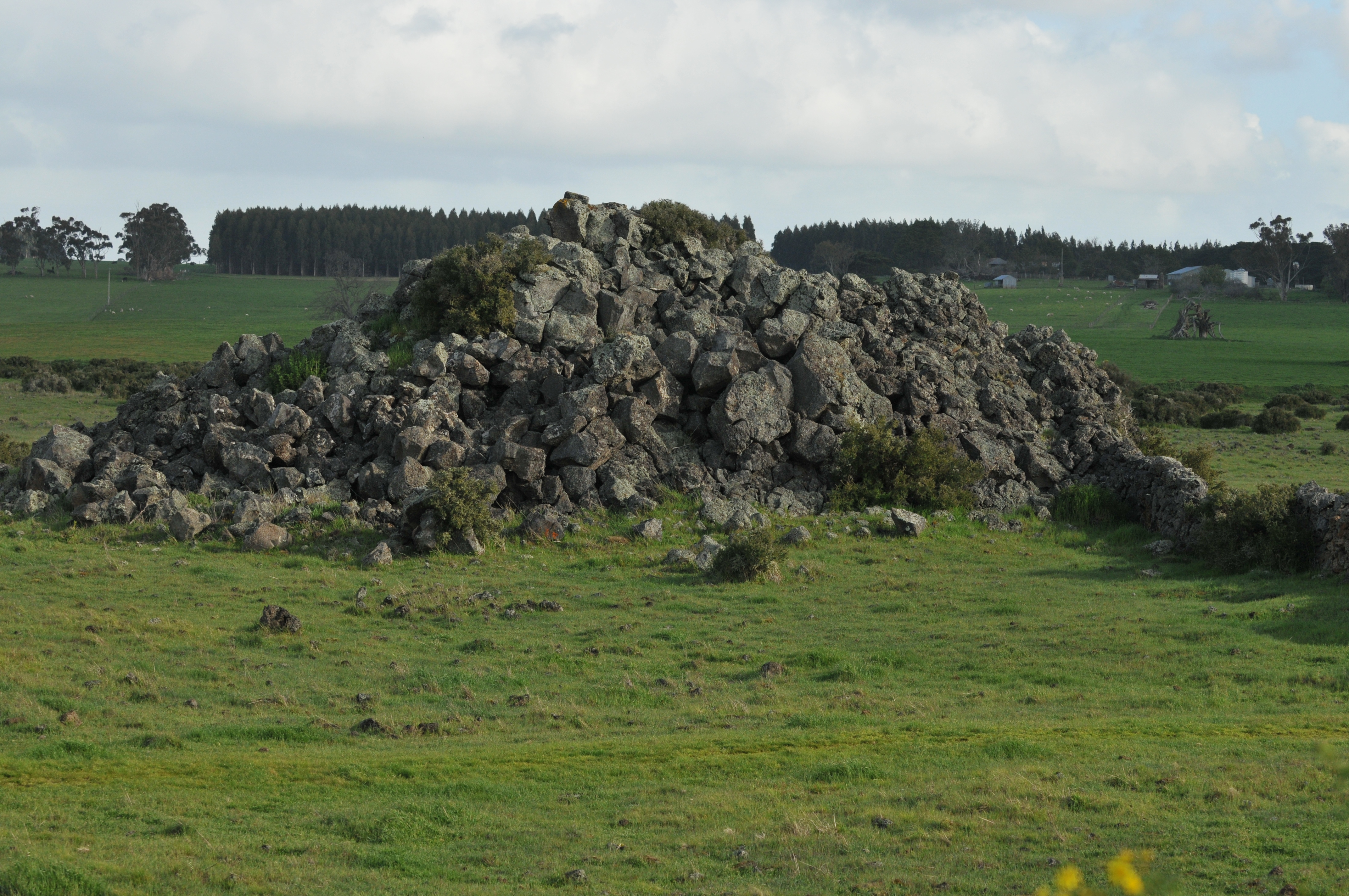
Tumulus de lave à proximité de Byaduk.

Le mont Napier est situé en Australie, dans le sud-ouest de l'État de Victoria, à 17 kilomètres au sud de la ville d'Hamilton. Il est inclus dans le parc d'État du mont Napier et fait partie avec 400 autres volcans de la province volcanique Newer, une région de volcans nés du point chaud d'Australie orientale.
Il domine les plaines environnantes de 150 mètres et culmine à 440 mètres d'altitude ce qui en fait le point culminant du district Ouest de l'État de Victoria. Les pentes douces de la montagne laissent place à un cône de scorie aux flancs escarpés à l'approche du sommet. La coulée de lave issue du volcan, longue de 25 kilomètres, a emprunté la vallée Harman et arrive à proximité du mont Eccles. À sa surface se trouvent des tumulus et des cloques de lave, unique en Australie et rares dans le monde, formées par des bulles de gaz volcaniques ayant soulevé la surface de la coulée. Des grottes et tunnels de lave peuvent être observés à Byaduk.

## Histoire
Le mont Napier est l'un des volcans les plus jeunes d'Australie. Sa dernière éruption remonte à 5290 av. J.-C. au cours de laquelle il a émis des coulées de lave.